# Behenjy
Behenjy – gmina na Madagaskarze, w regionie Vakinankaratra, w dystrykcie Ambatolampy. W 2001 roku zamieszkana była przez 18 137 osób. Siedzibę administracyjną stanowi miejscowość Behenjy.